# Игра в шахматы (картина Ангвиссолы)
«Игра в шахматы» (или «Партия в шахматы», итал. «Partita a scacchi», такое название носит картина в большинстве современных авторитетных источников, полное и оригинальное название картины — «Сёстры художницы Лючия, Минерва и Европа Ангвиссола играют в шахматы», итал. «Le sorelle della pittrice Lucia, Minerva e Europa Anguissola giocano a scacchi») — картина итальянской художницы Софонисбы Ангвиссолы. Создана в 1555 году. Иногда датой создания картины называется 1560 год.
Художница изобразила на картине своих младших сестёр, играющих в шахматы в непринуждённой семейной атмосфере. Шахматы — необычный объект для картин XVI века, символ увлечения игрой и показатель развитого абстрактного мышления. Сама картина рассматривается историками искусства как революционная в становлении жанровой живописи и неофициального группового портрета (англ. conversation-piece), как «сложный и амбициозный проект» (англ. «a complex and ambitious project»). По мнению профессора Университета Содружества Виргинии Фредерики Якобс, художница трансформировала парадный портрет в неформальный групповой, персонажи которого объединены общей деятельностью.

## История создания картины и её судьба

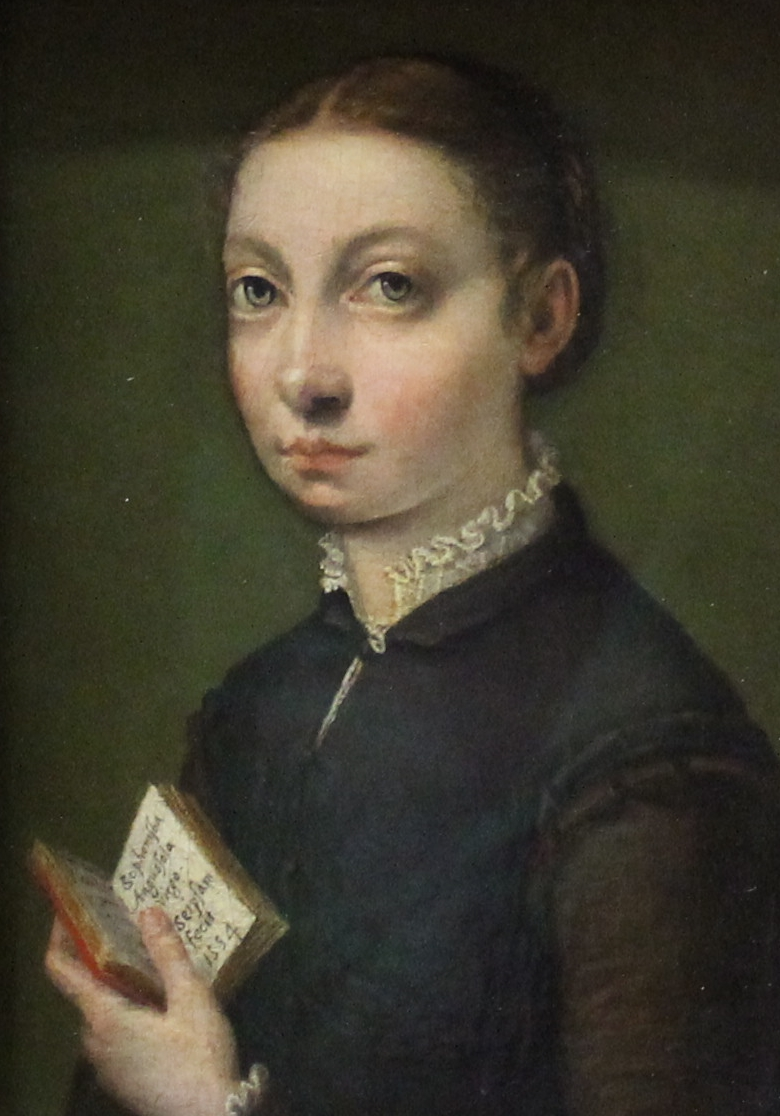
Софонисба Ангвиссола. Автопортрет. 1554

Техника, в которой выполнена картина, — масляная живопись на холсте. Размеры — 72 × 97 сантиметров. Современное местонахождение — Национальный музей в Познани (инвентарный номер — FR 434, по другим данным — MO 39). На ней внизу, на ближней к зрителю стороне шахматной доски, имеются надпись и датировка на латинском языке: «Софонисба Ангвиссола, девственница, дочь Амилькара, подлинный живописный портрет трёх своих сестёр и их служанку написала. 1555» (лат. «Sophonisba Angussola virgo Amilcaris filia ex vera effigie tres suas sorores et ancillam pinxit. MDLV»). По мнению одной из исследовательниц творчества художницы, Софонисба, не присутствующая сама на изображении, включает себя в сценку игры в шахматы с помощью надписи. Картина некоторое время после создания находилась в доме семьи художницы, где была описана итальянским живописцем, архитектором и писателем, основоположником современного искусствознания Джорджо Вазари в 1566 году. Когда он посетил дом отца художницы, Софонисба уже уехала в Испанию, где поступила в качестве придворной художницы и фрейлины на службу к королеве Елизавете Валуа, третьей жене короля Филиппа II, но в отцовском доме в Кремоне Вазари смог увидеть её картину, изображающую сестёр за шахматами. Он оставил восхищённую запись в своих воспоминаниях:

«…теперь же я скажу, что видел в этом году в Кремоне, в доме её отца, написанную ею с большой тщательностью картину, на которой изображены за игрой в шахматы три её сестры и с ними старая их служанка, так тщательно и живо, что поистине кажутся живыми и что не хватает им только речи»— Джорджо Вазари. Жизнеописания наиболее знаменитых живописцев, ваятелей и зодчих. Жизнеописание Бенвенуто Гарофало и Джироламо да Карпи, феррарских живописцев и других ломбардцев

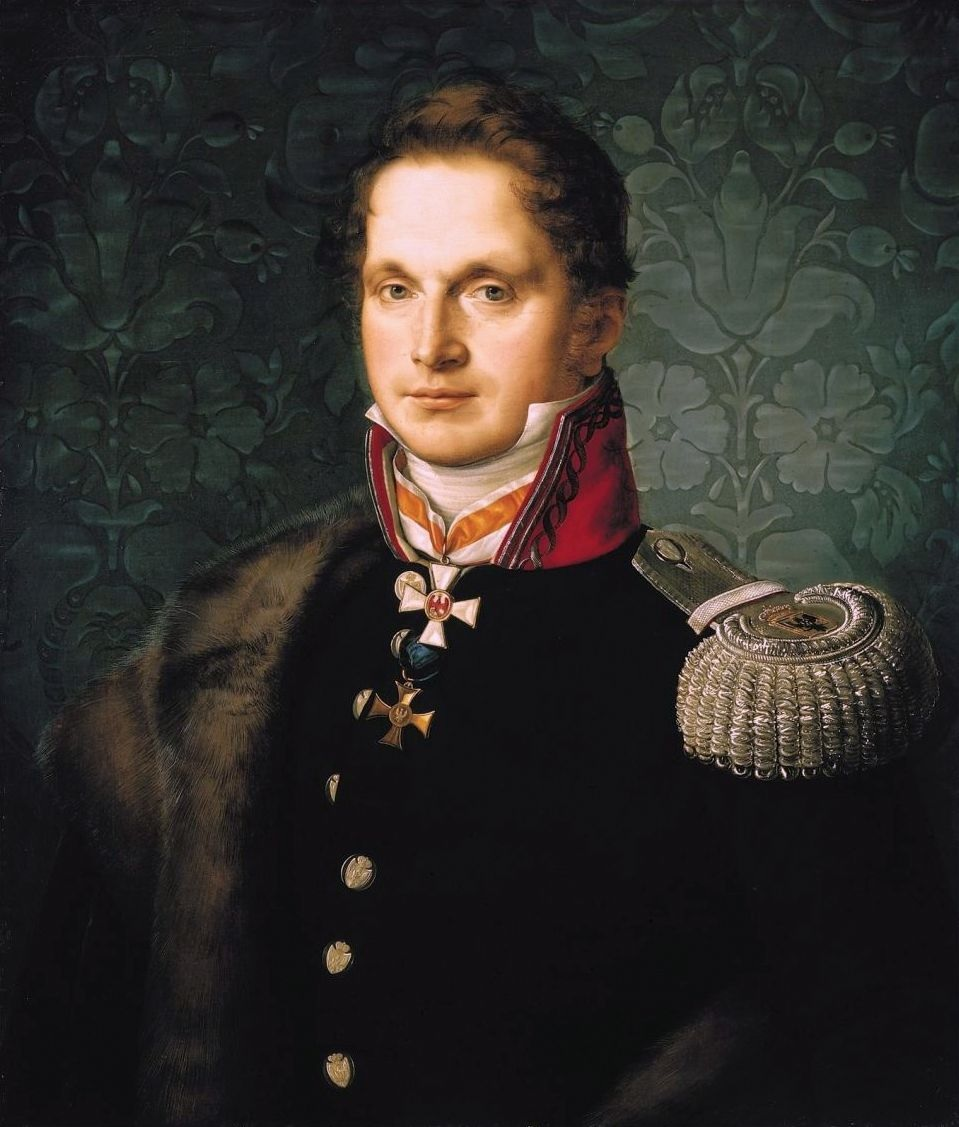
Карл Вильгельм Вах. Граф Атанасий Рачинский в 1826 году (владелец картины с 1823 года)

Эта картина даёт основание многим исследователям приписывать Софонисбе Ангвиссоле изобретение жанровой живописи. За сто лет до широкого распространения подобных полотен она создавала изображения повседневной жизни. Такие сцены образовывали некое подобие семейного альбома. Изображение сестёр за партией в шахматы — самая известная из подобных картин. Картина может быть истолкована и с феминистских позиций, которые проявляются в исследовании Мэри Гаррард.
В 1725 году «Игра в шахматы» присутствует в каталоге галереи Фарнезе в Парме, а в 1770 году — в Палаццо Реале в Неаполе. Гравюра с картины была сделана в конце XVIII века по просьбе Доминика Вивана, более известного по титулу барон Денон, — французского гравёра, египтолога-любителя, основателя и первого директора Лувра. Позже картина находилась в Париже, Берлине и наконец оказалась в Польше. Во время наполеоновских войн холст переходит в коллекцию Люсьена Бонапарта. В 1812 году каталог Леонетти уже отмечает её в этом собрании. В 1823 году картину приобрёл Атанасий Рачинский в Париже при распродаже собрания Люсьена Бонапарта за 3000 франков. Любитель искусства, поляк по происхождению, он был прусским посланником первоначально в Копенгагене, а затем — в Лиссабоне и Мадриде. Рачинский собрал крупную коллекцию картин, как старых, так и современных ему художников. По завещанию Рачинского коллекция перешла в собственность правительства Пруссии. Она первоначально помещалась в берлинском дворце Рачинского. Когда этот дворец был разрушен, чтобы образовать площадь вокруг нового здания немецкого парламента, коллекцию перевели в галерею Познани.
Картина неоднократно демонстрировалась на крупных международных выставках. Среди последних: выставка «Picturing Identities» в Лондоне в художественной галерее Brun Fine Art в 2017 году, в 2015 году в Центре изобразительных искусств (BOZAR) в Брюсселе выставка «Мир султана: Османский Восток в искусстве Возрождения» (англ. «The Sultan's World: The Ottoman Orient in Renaissance Art»). Картина «Игра в шахматы» была изображена в 2013 году на почтовой марке Мозамбика в серии «Шахматы в искусстве», состоящей из четырёх марок.

## Сюжет картины

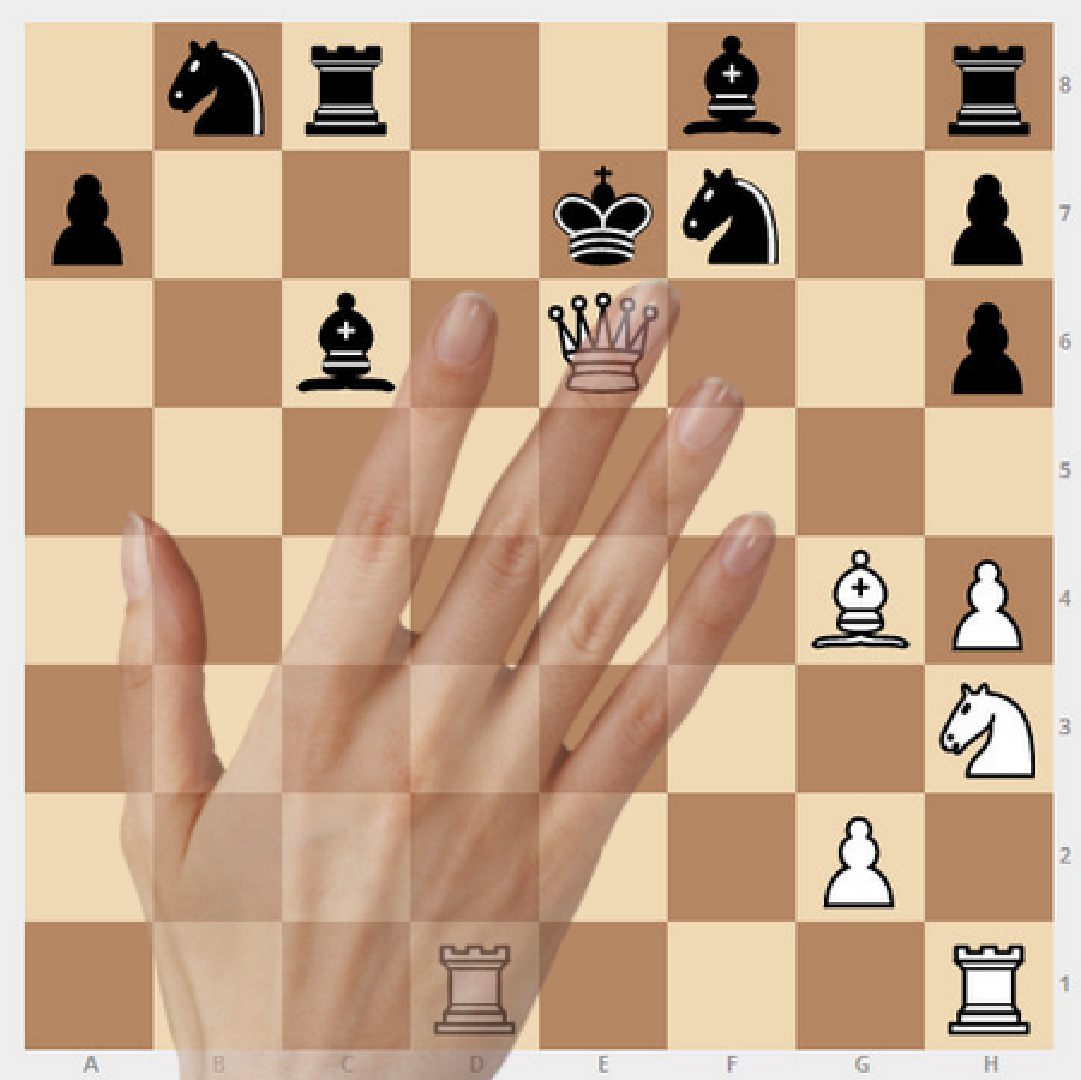
Реконструкция позиции на картине Софонисбы Ангвиссолы

На картине изображены три юные сестры художницы, которые собрались за шахматной доской, а также их пожилая горничная. Самая младшая из девочек, Минерва, с озорной усмешкой смотрит на Европу (которая находится справа от зрителя с поднятой вверх правой рукой в знак признания своего поражения в партии). Европа смотрит на Лючию, одержавшую победу над ней. Лючия, обернувшись в сторону зрителя и улыбаясь ему, делится с ним своим триумфом. Этим зрителем, по мнению Бетси Фулмер, может быть только автор картины, старшая среди сестёр — Софонисба. Джерри Вольфсон-Гранд по-иному интерпретировала изображение на картине. По её мнению, Лючия, собираясь сделать ход, ищет одобрения или какой-то другой реакции от своей старшей сестры, занятой созданием картины, изображающей шахматную партию. Её противник, Европа, либо боится того, что Лючия сделает сильный ход, либо ждёт с нетерпением этого хода, чтобы нанести встречный удар. Размещение на картине юной Минервы подразумевает, что она симпатизирует Лючии, а улыбка на её лице похожа на ликующую ухмылку, поскольку она ожидает поражения Европы. Джерри Вольфсон-Гранд допускает и возможность того, что Лючия на картине с торжеством ставит мат своей сестре, как Минерва просто ожидает чьей-то первой реакции, чтобы смело начать насмешки над потерпевшей поражение сестрой. Служанка, представленная с краю картины, смотрит на позицию осторожно, в ожидании результатов партии.
Шахматная позиция на картине Софонисбы Ангвиссолы «Сёстры художницы, играющие в шахматы» показана лишь на три четверти (ещё одну четвертную часть загораживает рукой старшая из девочек — Лючия). Фигура, которую Лючия держит в правой руке, неразличима (Сара Гетц со ссылкой на Мэри Гаррард указывает, что левой рукой она придерживает чёрного ферзя, уже снятого с доски, это является символом победы над противницей).

## Персонажи, изображённые на картине

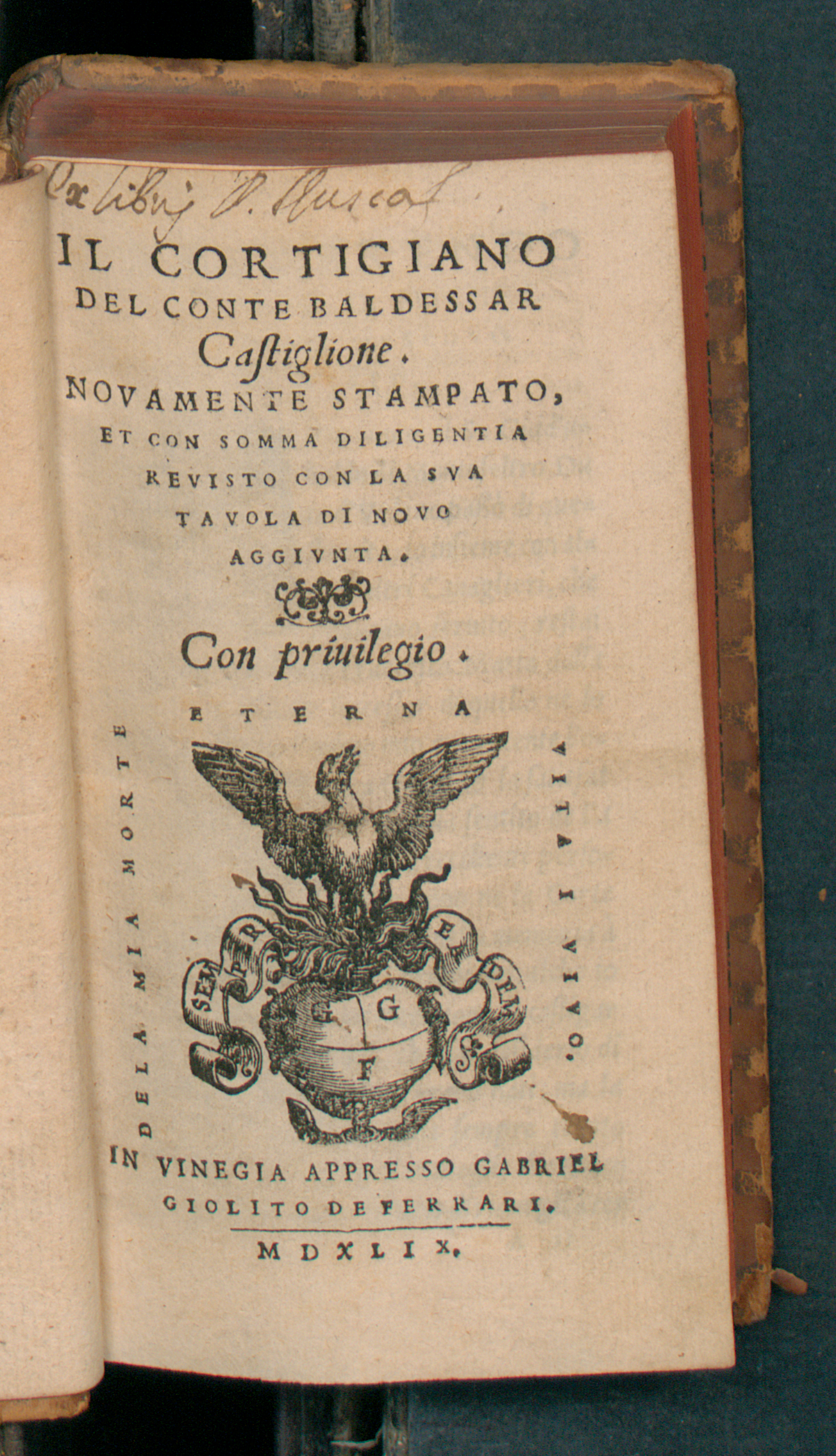
Первое издание книги Бальдассара Кастильоне «Придворный», 1549

В семье Ангвиссолы дети, и мальчики, и девочки, учились и играли вместе, соперничали друг с другом, стимулом для этого были античные имена, которыми их наделили родители. Амилькар Ангвиссола обучал дочерей в соответствии с рекомендациями Бальдассара Кастильоне, изложенными в книге «Придворный». Давая образование своим дочерям, по предположению Чечилии Гамберини, отец считал его инвестициями в их будущую судьбу, предполагая, что это поможет им занять высокую придворную должность, а это позволяло получить приданое и покровительство. Цитируя один из источников конца XVI века, исследовательница описывает круг знаний, требующихся для подготовки к исполнению обязанностей придворной дамы: ежедневно практиковать чтение, каллиграфию, пение, занятия инструментальной музыкой, контрапунктом, упражнения в счёте на абаке и шахматы. Сёстры были хорошо известны в родном городе, они давали в Кремоне камерные концерты инструментальной музыки: спинет, лютня, поперечная флейта, лира да браччо, выступали с импровизированными дебатами на латыни на философские, исторические и мифологические темы, с публичным чтением стихов, как на итальянском языке, так и на латыни.
На картине изображены три из пяти сестёр (Елена, Лючия, Европа, Минерва и Анна Мария) Софонисбы, дочери генуэзского аристократа Амилькара Ангвиссолы и Бьянки Понцоне, и их служанка (горничная):
- Лючия Ангвиссола (1536 или 1538 — около 1565, умерла примерно за год до того, как Вазари посетил дом Ангвиссолы в Кремоне в 1566 году[28]) — дочь Амилькара Ангвиссолы, художница. В настоящее время известна только одна подписанная и датированная её картина — «Портрет Пьетро Марии, доктора из Кремоны» (начало 1560-х годов). Работы Лючии мало похожи по стилю и технике на работы старшей сестры Софонисбы, которые отличаются формальностью и старомодностью. Лючия считалась среди современников самой талантливой из сестёр, поэтому высказывалась гипотеза, что некоторые картины, приписываемые Софонисбе в наше время, на самом деле созданы Лючией[29].
- Европа Ангвиссола[нем.] (около 1542 — около 1578)[30] — дочь Амилькара Ангвиссолы, художница, училась у живописца, историка и архитектора Антонио Кампи[итал.] (1524—1587) и пользовалась его покровительством. Предполагают, что она создала две картины для церкви Святой Елены в Кремоне[29]. Церковь погибла в 1808 году, однако Жермен Грир сообщает, что эти две работы Европы можно увидеть в приходской церкви в Видицето[итал.] — пригороде Кремоны. В Пинакотеке[итал.] Кремоны есть работа на меди «Мадонна да Скоделла», предположительно созданная Европой. Нет никаких известий о том, как другие кремонские художники отреагировали на вступление Европы в их сообщество[31].
- Минерва — дочь Амилькара Ангвиссолы. В отличие от сестёр, она не стала художницей, а, хорошо владея латынью и итальянским языком, занялась преподаванием. Минерва предположительно родилась между 1543 и 1546 годами и умерла до 1564 года. Современники называли её любимой моделью сестёр-художниц[32]. На портрете Минервы, выполненном Софонисбой Ангвиссолой, запечатлены юность и невинность девушки, живущей в патриархальном обществе, которое требует от женщин признания власти мужчины. Пристальный взгляд Минервы и её привлекающие внимание зрителя драгоценности показывают, однако, что Минерва обладает яркой индивидуальностью и силой[33].

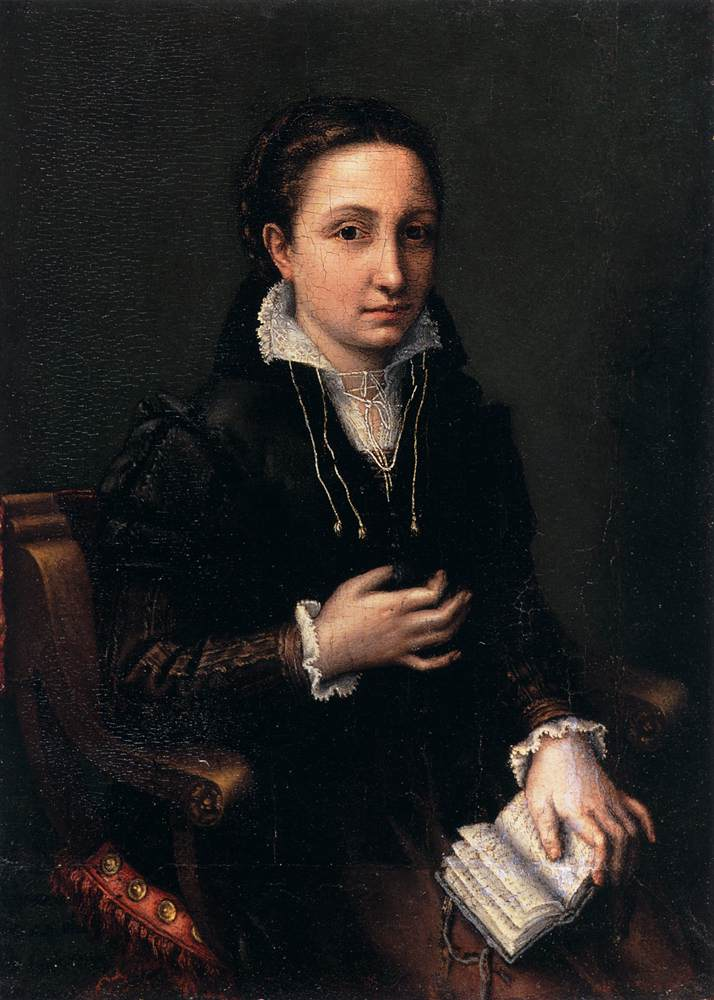
Софонисба Ангвиссола. Лючия Ангвиссола. 1557
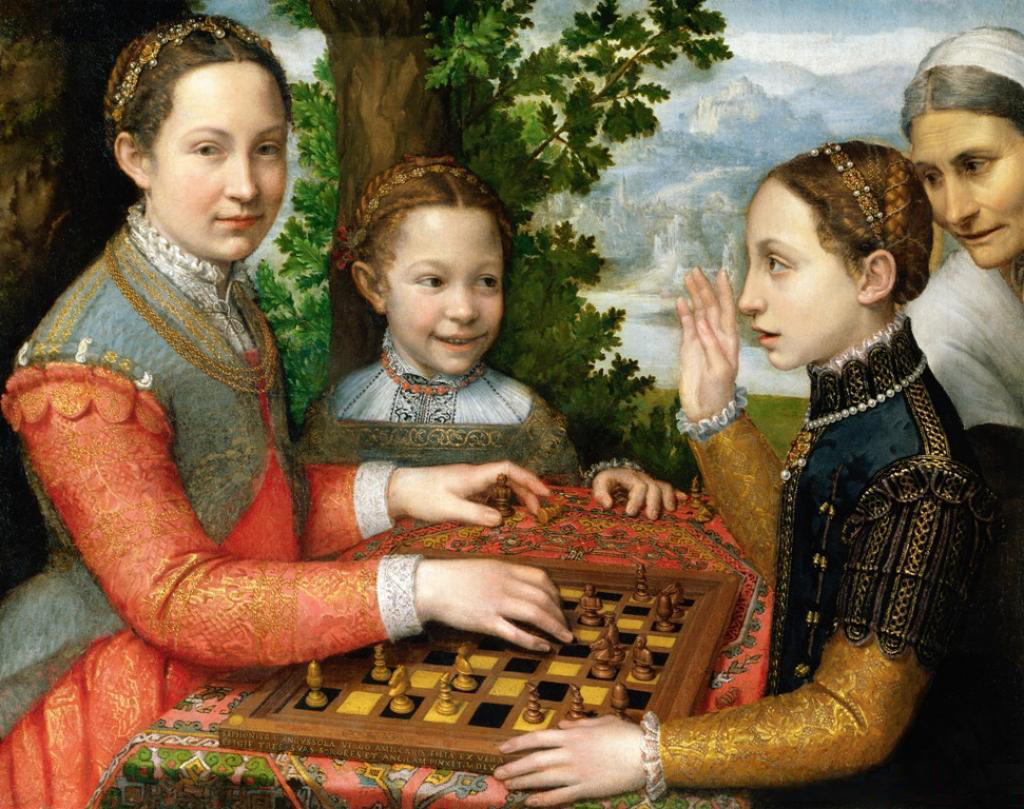
Игра в шахматы. 1555
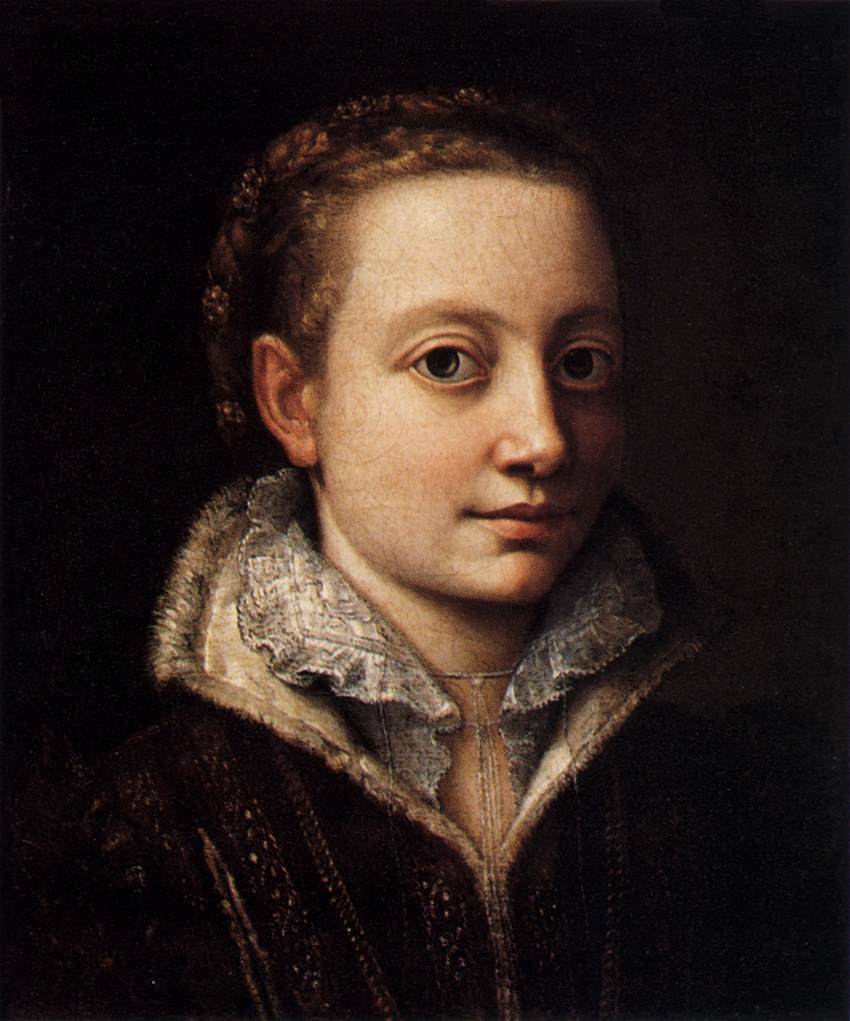
Софонисба Ангвиссола. Портрет Минервы Ангвиссолы, 2-я половина XVI века
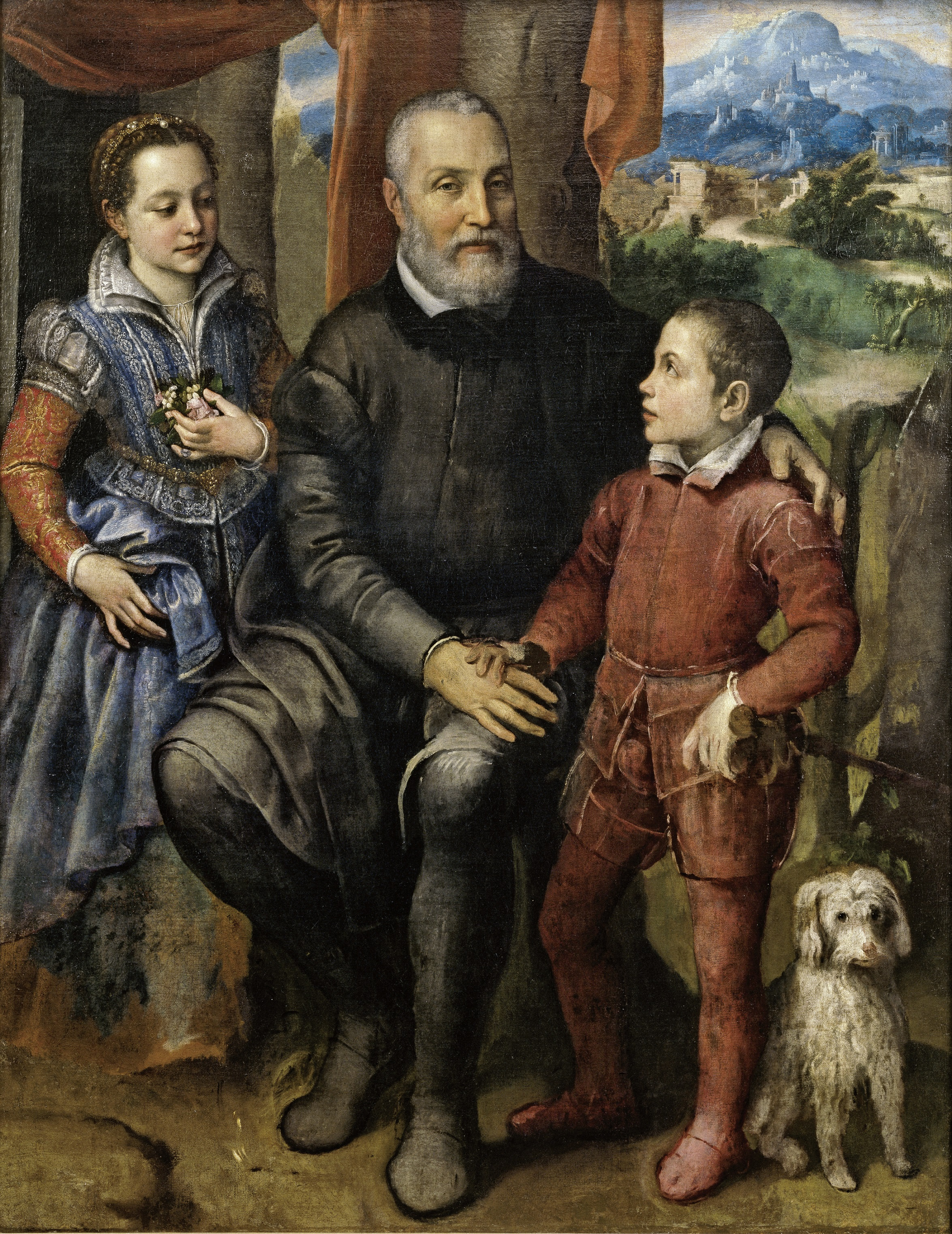
Софонисба Ангвиссола. Портрет отца Амилькара с сестрой Минервой и братом Асдрубалом, около 1559

## Интерпретации картины «Игра в шахматы»
Для интерпретации картины важно, что правила шахмат незадолго до создания полотна претерпели изменения, начатые в Италии в конце XV века и установленные там к 1510 году. Историки шахмат говорят даже о «новых шахматах», так как появившиеся правила произвели настоящую революцию в игре. Среди нововведений — превращение ферзя (королевы) в самую сильную фигуру, способную перемещаться не только на одно поле, но на неограниченное количество полей в любом направлении, как по горизонтали, так и по вертикали. Среди других изменений: возможность передвижения пешки из начальной позиции не только на одно, но и на два поля, слон стал передвигаться на любое количество полей по диагонали, а не только на одно, как это было раньше. Изображение шахмат на картине интерпретируется исследователями как комментарий к традиционным и нетрадиционным социальным ролям дочерей Амилькара Ангвиссолы. Шахматы требуют терпения, интеллекта и искусства стратегии, связаны с конкуренцией, что не ассоциировалось современниками с женщинами в эпоху Возрождения. Патрисия Симонс делает акцент на том, что в то время на других картинах этого времени женщины изображались за игрой в шахматы в контексте либо негативной морализаторской традиции, либо романтический эротики, сёстры Ангвиссолы на картине сестры наслаждаются интеллектуальными возможностями шахмат. Сама игра в шахматы рассматривалась в эту эпоху как занятие аристократической части общества.

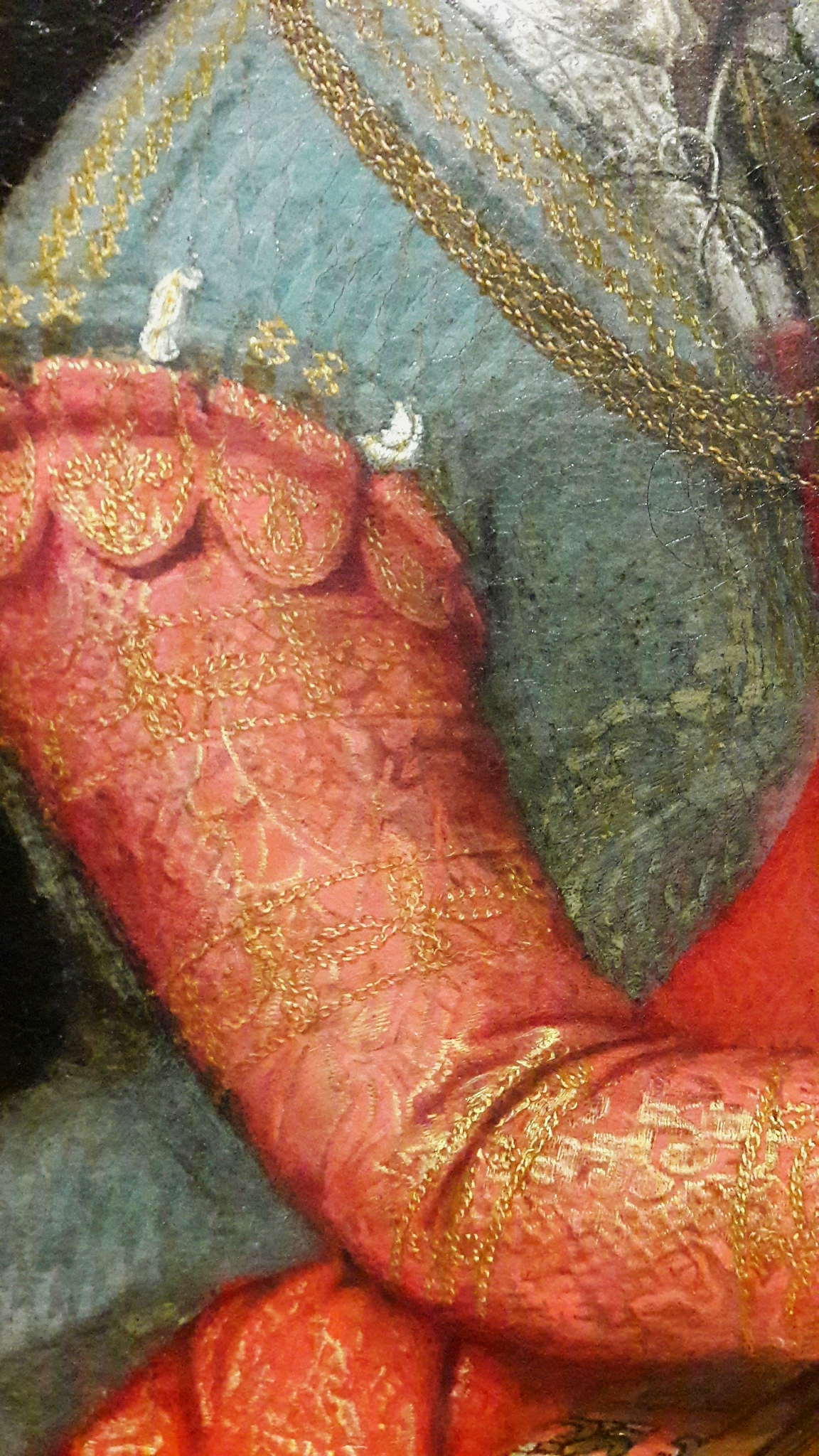
Декор рукава Лючии на картине Ангвиссолы

Лиза Ханс отмечала, что вместе со своими сёстрами невидимая зрителю художница образует воображаемый композиционный квадрат, что передаёт интимность отношений между персонажами и их защищённость. Картина отличается от портретов других художников, сделанных в тот же период. Девочки хорошо одеты, как и подобает их социальному положению, но их костюмы не экстравагантны, что было нормой в одиночных портретах. Лиза Ханс обращала внимание на утверждение Наоми Явне, что Ангвиссола намеренно концентрирует внимание зрителя на роскошных тканях и дорогой вышивке, изображённых на картине, это подчёркивает для зрителя женственность как художницы, так и её сестёр. Доктор наук Кортни Кронберг Барко, напротив, настаивала в своей статье, что композиция картины не предполагает, что сёстры нуждаются друг в друге. Художница показывает три самостоятельных персонажа. Лючия даже не смотрит на двух других сестёр, вместо этого она смотрит прямо на зрителя картины, словно утверждая свою самостоятельность, независимость от младших сестёр. Исследователь считала, что, по мнению Софонисбы, отражённому в композиции полотна с помощью взглядов девочек, по мере того, как младшие сёстры будут становиться старше, они также будут развиваться как независимые и яркие личности.
Известно, что издавна шахматы воспринимались как метафора войны и феодальных отношений. Знаменательно, считает Бетси Фулмер, что Ангвиссола рисует своих сестёр, играющих в эту интеллектуальную игру. Исследователи задавались вопросом, не являются ли шахматы метафорой для отображения некоей скрытой мысли. Обмен сестёр взглядами, по мнению Мэри Гаррард, поддержанному Бетси Фулмер, показывает направление передачи знаний и навыков в изобразительном искусстве. Минерва смотрит на Лючию, которая уже завершила своё обучение под руководством Софонисбы. Европа, которая, как полагают, изображена в возрасте около семи лет, смотрит на Минерву. Лючия смотрит на старшую сестру-художницу. Направление взглядов говорит зрителю о внутренней структуре семьи. Смысл сцены становится явным, только когда зритель понимает, что последовательность взглядов ведёт в итоге от Лючии, изображённой на картине, к самой старшей и самой совершенной в овладении искусством, рисующей своих сестёр Софонисбе. Мэри Гаррард отмечала, что девочки соревновались друг с другом в искусстве живописи и смотрели друг на друга в качестве образцов для подражания и учителей. Каждая девушка на картине смотрит на своего учителя. Мэри Гаррард отмечала слабую дифференцированность индивидуальных стилей художниц и преднамеренное подражание и тиражирование творческих находок друг друга в художественном стиле и образах. Это приводило к тому, что одна и та же картина могла приписываться разными искусствоведами разным сёстрам.
Джерри Вольфсон-Гранд предполагала, что в связи с имеющейся на картине иерархией между сёстрами и шахматными фигурами можно предположить соотнесение между ними и воспринимать маленькую Минерву как пешку, которая может в перспективе стать ферзём. Она отмечала, что Патрисия Саймонс настаивала: картина Ангвиссолы показывает интеллектуальную, а не развлекательную сторону шахмат, но игра в них становится здесь также «поводом для оживлённого веселья, эмоциональных жестов и семейной близости». Улыбка Минервы приобретает дополнительный смысл, поскольку она предлагает зрителю рассмотреть факт, что эти четыре девочки могут конкурировать со взрослыми мужчинами в интеллекте на вполне серьёзном уровне, одновременно развлекая себя.
Как и на картине «Бернардино Кампи рисует Софонисбу Ангвиссолу», где она изобразила своего учителя живописи, Софонисба держит под контролем ситуацию вокруг шахматной партии, поскольку она единственная, кто владеет общей перспективой всей сцены, в которой задействованы её сёстры. Художница в этом случае не только наблюдает, но и взаимодействует с сюжетом картины, так как она включена в структуру взглядов её субъектов. Композиция картины тщательно продумана, чтобы раскрыть более глубокий смысл тем, кто знает семью художницы. Исследователь Бетси Фулмер предполагает, что основной аудиторией подобных картин и была семья художницы, всех остальных зрителей необходимо было знакомить с изображённой ситуацией. Художница выступала в качестве невидимого участника и комментатора повествования в этих картинах.
По мнению исследовательницы Мэри Гаррард, картина Софонисбы представляет редкий и, возможно, уникальный образец изображения шахматной партии, участники и зрители которой — одни только женщины, что, по её мнению, может рассматриваться как прежде всего подтверждение художницей высоких возможностей женского интеллекта. Шахматная игра воспринималась как высокоинтеллектуальная деятельность уже в эпоху Возрождения. По мнению Гаррард, изображение могло быть метафорой самообладания в игре и творческих достижений.

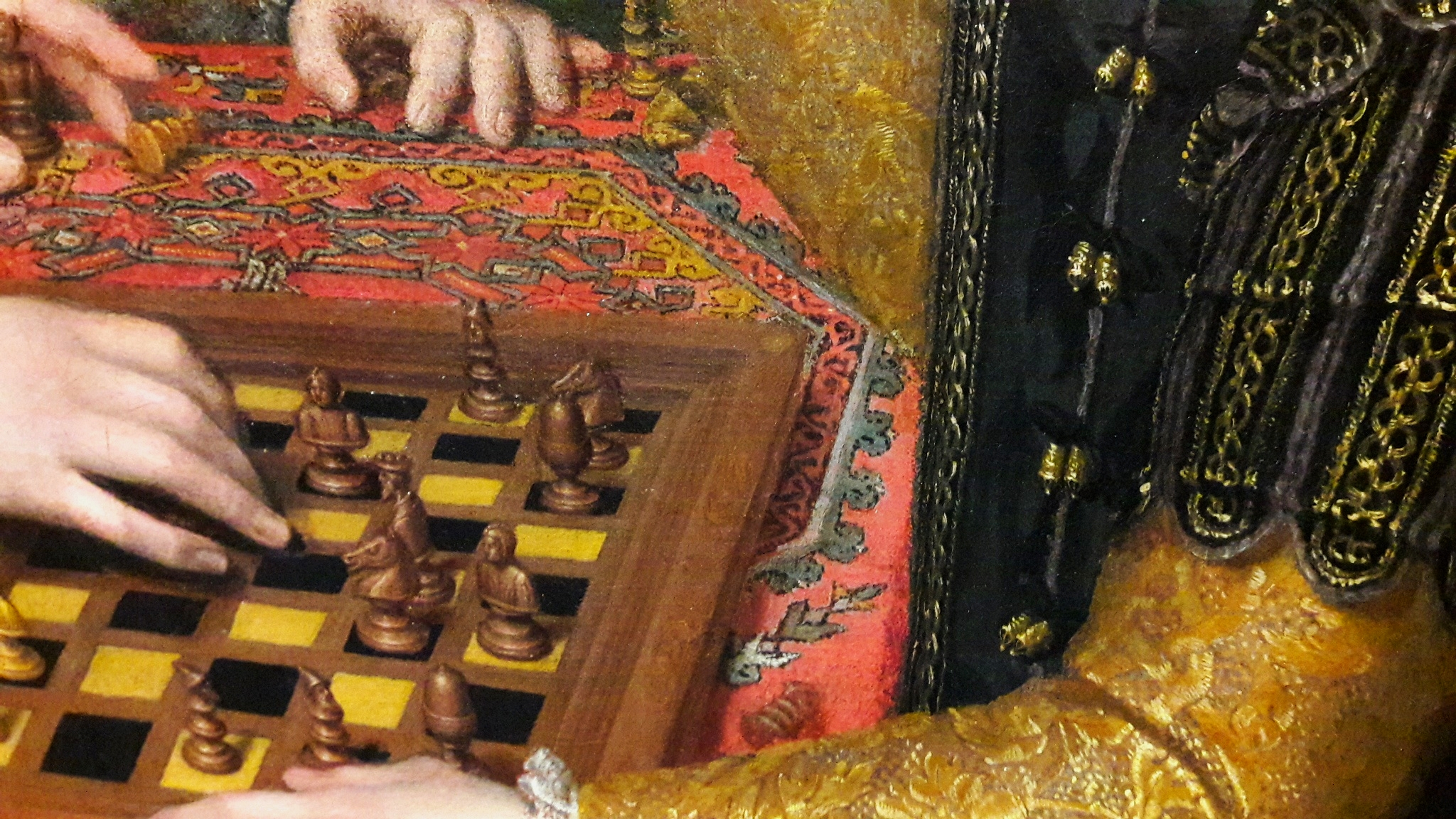
Шахматные фигуры в виде бюстов на картине Ангвиссолы

В картине «Игра в шахматы», по мнению Кэтлин Берк, художница представила новый элемент в портретном жанре — смех. Улыбки были редкими в портретах того времени, но Софонисба активно экспериментировала со стилем. Даже в парадном портрете, где персонажи должны были быть предельно серьёзными, она использовала широкий спектр настроений от ухмылки до самых причудливых выражений лица. Сабрина Эббот отмечает, что картина стала первым портретом XVI века, который показал персонажей в таком живом и неформальном общении, что делает её новаторским произведением.
Греческий исследователь Николас Сфикас отмечает, что «Игра в шахматы» — это первый женский групповой портрет на фоне сельской местности перед шахматной доской. Особую ценность, по его мнению, представляют редкие шахматные фигуры в форме бюста, относящиеся к XVI столетию и изображённые художницей на доске. Художница предельно внимательна к изображению одежд своих сестёр: она подчёркивает тонкую игру света на отмеченной золотыми нитями одежде. Ожерелья и ленты, которые носят в волосах сёстры, декоративная скатерть под шахматной доской не отстают в детальности передачи и демонстрируют зрителю высокий социальный статус благородного семейства. Ориетта Пинесси отмечала сказочный пейзаж за фигурами девочек, преобладание в нём лазурного и жемчужного цветов.

## Комментарии
1. ↑  Историк итальянского искусства Флавио Кароли[итал.] даёт другие данные — 70 × 94 см[9].
2. ↑  Милло Боргини в своей книге о художнице и Патрисия Симонс в своей статье о шахматных мотивах в изобразительном искусстве по-другому определяют персонажей, а Боргини — ещё и сюжет сценки. Лючия — старшая из трёх сестёр, она находится в замешательстве, справа — Минерва (!), которая, как представляется исследователю, даёт другим сёстрам урок (!). Маленькая Европа (!) улыбается, а служанка слушает болтовню девушек[22][23].